# Belfius
Belfius — бельгийская банковско-страховая компания. Возникла в октябре 2011 года в ходе реорганизации бельгийско-французской банковской группы Dexia.

## История
Старейший предшественник компании, Gemeentekrediet van België / Crédit Communal de Belgique, был основан в 1860 году. В 1990 году начал международную экспансию с дочернего банка в Люксембурге. В 1996 году объединился с французским банком Crédit Local de France, сформировав группу Dexia. Группа занималась коммерческим и инвестиционным банкингом, страхованием и управлением активами, расширила географию деятельности на США (Financial Security Assurance), Италию (Crediop), Турцию (Denizbank), а также филиалы в большинстве европейских стран. В 1999 году акции группы были размещены на Парижской и Брюссельской фондовых биржах.
В октябре 2011 года начали поступать сообщения о больших финансовых проблемах группы Dexia, только за 4 октября клиенты забрали из банка 300 млн евро. Бельгийское и французское правительства гарантировали вклады в банк; было принято решение о разделении группы на банк Belfius, которому отошли наиболее качественные активы группы в Бельгии, и «плохой банк» Dexia, который занялся реструктуризацией проблемных активов (в частности турецкий Denizbank был продан Сбербанку России). Технически Belfius был куплен правительством Бельгии за 3,73 млрд евро.

## Деятельность
Обслуживает 3,7 млн розничных клиентов через сеть из 590 отделений. Также обслуживает более 10 тысяч общественных организаций и 11,5 тысяч корпоративных клиентов. Деятельность практически полностью сосредоточена в Бельгии, незначительное присутствие имеется в Люксембурге и Ирландии.
Выручка компании за 2020 год составила 6,14 млрд евро, в том числе чистый процентный доход 1,59 млрд, комиссионный доход 622 млн, страховпние жизни 273 млн, другие виды страхования 244 млн. Из 188 млрд активов на конец 2020 года 98 млрд составили выданные кредиты; принятые депозиты составили 95 млрд евро; на банковскую часть компании приходится 90 % активов.
Основные дочерние компании:
- Belfius Auto Lease (лизинг автотранспорта)
- Belfius Commercial Finance (кредитование, реструктуризация долгов)
- Belfius Insurance (страхование)
- Belfius Investment Partners (управление инвестициями)
- Belfius Ireland Unlimited Company (Ирландия)
- Belfius Lease (лизинг оборудования)
- Corona (страхование)
- Crefius (ипотечное кредитование)
- Elantis (ипотечное и потребительское кредитование)